# راووکونازول
راووکونازول (به انگلیسی: Ravuconazole) (BMS-207147 و ER-30346) یک ضد قارچ تریازولی قوی است، که توسعه آن در سال ۲۰۰۷ متوقف شد. مشخص داده شده‌است که این دارو طیف فعالیتی مشابه وریکونازول با نیمه عمر بیشتر دارد. با این حال، راووکونازول فعالیت محدودی در برابر گونه‌های فیوزاریم، Scedosporium و قارچ‌های یوغی دارد.